# Capitoli di Aria

Copertina del primo volume dell'edizione italiana di Aria

Questa è la lista dei capitoli di Aria e del suo prequel Aqua, manga scritti e illustrati da Kozue Amano. La serie è ambientata nel XXIV secolo su un pianeta Marte reso abitabile e segue le vicende di una giovane donna di nome Akari nel suo apprendistato per diventare gondoliere. Aqua è stato inizialmente pubblicato da Square Enix sulla rivista Monthly Stencil nel 2001 e raccolto in due volumi tankōbon. Quando nel febbraio 2002 il manga è passato alla Mag Garden, il titolo è stato cambiato in Aria. Mag Garden ha successivamente ripubblicato i due volumi di Aqua con materiale extra e nuove copertine. I 70 capitoli di Aqua e Aria sono stati raccolti in quattordici tankōbon pubblicati tra il 3 ottobre 2003 e il 10 marzo 2008. Ogni volume contiene cinque capitoli chiamati "Navigation", che coprono ciascuno una stagione dell'anno di Aqua, intervallati occasionalmente da alcuni capitoli speciali chiamati "Special Navigation". Nel 2015, in occasione del decimo anniversario della messa in onda della serie anime, Kozue Amano ha disegnato una Special Navigation intitolata Aquaria.
In Italia l'opera è stata pubblicata da Star Comics dal 21 dicembre 2006. Il 7 maggio 2007 la pubblicazione è stata sospesa con il volume 8 per essere arrivati troppo a ridosso dell'edizione originale. I quattro volumi giapponesi rimanenti sono stati uniti in due maxi-albi pubblicati il 21 ottobre e il 23 dicembre 2009.
Nel 2016 Aqua e Aria sono state raccolte in una versione speciale da sette volumi intitolata Aria - The Masterpiece, distribuita in italiano da Star Comics da ottobre 2023.

## Aqua
| 1 | 27 luglio 2001 (Square Enix) 3 ottobre 2003 (Mag Garden) | ISBN 4-7575-0504-3 (Square Enix) ISBN 4-901926-89-6(Mag Garden) | 12 dicembre 2006 |
| 1 | Capitoli - Navigation 1. Il pianeta dell'acqua (水の惑星?, Mizu no Wakusei) - Navigation 2. Undine (水先案内人?, Mizusaki Annainin) - Navigation 3. La città sommersa (水没の街?, Suibotsu no Machi) - Navigation 4. Il regno dei gatti (猫の王国?, Neko no Ōkoku) - Navigation 5. La collina della speranza (希望の丘?, Kibō no Oka) |                                                                 |                  |
| 2 | 27 marzo 2002 (Square Enix) 3 ottobre 2003 (Mag Garden) | ISBN 4-7575-0647-3 (Square Enix) ISBN 4-901926-90-X(Mag Garden) | 22 gennaio 2007  |
| 2 | Capitoli - Navigation 6. Il primo cliente (初めてのお客様?, Hajimete no Okyakusama) - Navigation 7. La dura vita di un direttore (社長はツライよ?, Shachō wa Tsurai yo) - Navigation 8. Le campanelle fosforescenti (夜光鈴?, Yakō Rin) - Navigation 9. È arrivato un eroe! (ヒーロー見参?, Hīrō Kenzan) - Navigation 10. Fuochi d'artificio (花火?, Hanabi) - Special Navigation. Un raffreddore… da budino! (風邪とプリン?, Kaze to Purin) |                                                                 |                  |

## Aria
| 1  | 10 ottobre 2002 | ISBN 4-901926-12-8     | 7 ottobre 2006   |
| 1  | Capitoli - Navigation 1. Neo Venezia (ネオ·ヴェネツィア?, Neo Venetsia) - Navigation 2. Il tiro a secco (陸揚げ?, Rikuage) - Navigation 3. Il ponte dei sospiri (ため息橋?, Tameikibashi) - Navigation 4. Pioggia improvvisa a ciel sereno (お天気雨?, Otenki ame) - Navigation 5. La vogalonga (ヴォガ·ロンガ?, Voga ronga) |                        |                  |
| 2  | 10 marzo 2003 | ISBN 4-901926-36-5     | 7 novembre 2006  |
| 2  | Capitoli - Navigation 6. Yukimushi (雪虫?, Yuki mushi) - Navigation 7. Utopia (桃源郷?, Tōgenkyō) - Special Navigation. La vita del direttore (社長の日常?, Shachō no nichijō) - Navigation 8. Il canto delle stelle (星の謳?, Hoshi no utagoe) - Navigation 9. Auguri! Buon anno (アウグーリオ·ボナーノ?, Augūrio bonāno) - Navigation 10. Il Carnevale (謝肉祭?, Shanikusai)                                                                  |                        |                  |
| 3  | 10 luglio 2003 | ISBN 4-901926-71-3     | 6 dicembre 2006  |
| 3  | Capitoli - Navigation 11. Aria di primavera (春一番?, Haru ichiban) - Navigation 12. Sotto il ciliegio (満開の森の桜の下?, Mankai no mori no sakura no shita) - Navigation 13. Il tesoro della città (街の宝物?, Machi no takaramono) - Navigation 14. Le tre grandi fate dell'acqua (水の3大妖精?, Mizu no 3 dai yōsei) - Navigation 15. La festa del boccolo (ボッコロの日?, Bokkoro no hi)                                                   |                        |                  |
| 4  | 10 febbraio 2004 | ISBN 4-86127-016-2     | 8 gennaio 2007   |
| 4  | Capitoli - Navigation 16. Neverland, l'isola che non c'è (ネバーランド?, Nebārando) - Navigation 17. L'acqua fuggente (逃げ水?, Nigemizu) - Navigation 18. Il pesce che nuota nel cielo (空を泳ぐ魚?, Sora o oyogu sakana) - Navigation 19. La grande fata leggendaria (伝説の大妖精?, Gurandomazā) - Navigation 20. La festa del redentore (レデントーレ?, Redentōre)                                                                          |                        |                  |
| 5  | 10 agosto 2004 | ISBN 4-86127-062-6     | 6 febbraio 2007  |
| 5  | Capitoli - Navigation 21. Il signor postino (郵便屋さん?, Yūbin'ya-san) - Navigation 22. Canzone (舟謳?, Kantsōne) - Navigation 23. La notte delle stelle cadenti (流星群の夜?, Ryūseigun no yoru) - Navigation 24. La pizza margherita (マルガリータ?, Marugarīta) - Navigation 25. Seguire l'ombra (影追い?, Kage oi) |                        |                  |
| 6  | 11 gennaio 2005 | ISBN 4-86127-110-X     | 6 marzo 2007     |
| 6  | Capitoli - Navigation 26. Tempi… d'Orange (オレンジな日々?, Orenji na hibi) - Navigation 27. I vetri veneziani (ヴェネツィアンガラス?, Venetsian Garasu) - Navigation 28. Biancaneve (スノーホワイト?, Sunō Howaito) - Navigation 29. Il gattino smarrito (迷子?, Maigo) - Navigation 30. Una notte sul treno della Via Lattea (銀河鉄道の夜?, Ginga tetsudō no yoru) - Special Navigation. Parallel World (パラレルワールド?, Parareru Wārudo) |                        |                  |
| 7  | 10 settembre 2005 | ISBN 4-86127-194-0     | 5 aprile 2007    |
| 7  | Capitoli - Navigation 31. La dea della primavera (春の女神?, Haru no megami) - Navigation 32. Blackout (停電?, Teiden) - Navigation 33. Attraverso lo specchio (鏡?, Kagami) - Navigation 34. Il vaporetto (ヴァポレット?, Vaporetto) - Navigation 35. Il dramma delle forcine per capelli (髪とヘヤピンと私?, Kami to heyapin to watashi) - Special Navigation. L'uomo artificiale (人造人間?, Jinzō ningen)                                   |                        |                  |
| 8  | 10 gennaio 2006 | ISBN 4-86127-224-6     | 7 maggio 2007    |
| 8  | Capitoli - Navigation 36. Gondole (ゴンドラ?, Gondora) - Navigation 37. Amnesia (記憶喪失?, Kioku sōshitsu) - Special Navigation. Un amore segreto (女心?, Onna kokoro) - Navigation 38. L'isola del camposanto (墓地の島?, Bochi no shima) - Navigation 39. Il rifugio segreto (秘密の場所?, Himitsu no basho) - Navigation 40. Il fuoco delle gondole (送り火?, Okuribi)                                                                      |                        |                  |
| 9  | 10 luglio 2006 | ISBN 4-86127-282-3     | 25 ottobre 2009  |
| 9  | Capitoli - Navigation 41. La palina (パリーナ?, Palīna) - Navigation 42. La regola personale (自分ルール?, Jibun rūru) - Navigation 43. Amici d'infanzia (幼なじみ?, Osananajimi) - Navigation 44. Prima donna (プリマ·ドンナ?, Purima donna) - Navigation 45. Godersi il chiaro di Luna (お月見?, Otsukimi) - Special Navigation. Acquamarina (アクアマリン?, Akuamarin)                                                                       |                        |                  |
| 10 | 30 marzo 2007 | ISBN 978-4-86127-340-7 | 21 ottobre 2009  |
| 10 | Capitoli - Navigation 46. Il compleanno (誕生日?, Tanjōbi) - Navigation 47. L'epifania (エピファニア?, Epifania) - Navigation 48. Il traghetto (トラゲット?, Toragetto) - Navigation 49. Le quattro stagioni (春夏秋冬?, Shunka shūtō) - Navigation 50. La lezione di sostegno (課外授業?, Kagai jugyō) - Special Navigation. L'oroscopo (星占い?, Boshi uranai)                                                                                |                        |                  |
| 11 | 3 ottobre 2007 | ISBN 978-4-86127-401-5 | 27 dicembre 2009 |
| 11 | Capitoli - Navigation 51. Clover (クローバー?, Kurōbā) - Navigation 52. Lo sposalizio del mare (海との結婚?, Umi to no kekkon) - Navigation 53. Cait Sith (ケット·シー?, Ketto shī) - Navigation 54. Un giorno di riposo (休日?, Kyūjitsu) - Navigation 55. Al crepuscolo (黄昏時?, Tasogare doki) |                        |                  |
| 12 | 10 marzo 2008 | ISBN 978-4-86127-482-4 | 23 dicembre 2009 |
| 12 | Capitoli - Navigation 56. Le bambole viventi (生き人形?, Iki ningyō) - Navigation 57. Il nome di una rosa (薔薇の名前?, Bara no namae) - Special Navigation. Le tre ragazze (3人娘?, 3-nin musume) - Navigation 58. L'azzurro infinito (遙かなる蒼?, Haruka naru ao) - Navigation 59. Il futuro (未来?, Mirai) - Navigation 60. Le fate dell'acqua (水の妖精?, Mizu no yōsei)                                                                   |                        |                  |